# جان ميشال تييري
جان ميشال تييري (بالفرنسية: Jean-Michel Thierry)‏ هو طبيب فرنسي، ولد في 13 أغسطس 1916 في بآينير لوشون في فرنسا، وتوفي في 2011.